# Linia kolejowa nr 820
Linia kolejowa 820 – pierwszorzędna, jednotorowa, zelektryfikowana linia kolejowa, łącząca posterunki odgałęźne Chlastawa i Dąbrówka Zbąska.
Linia w całości została zaklasyfikowana do kompleksowej i bazowej towarowej sieci transportowej TEN-T.